# Lamberto de Echeverría
Lamberto de Echeverría y Martínez de Marigorta (Vitoria, 19 de junio de 1918-Madrid, 10 de febrero de 1987) fue un sacerdote español. Catedrático de Derecho civil y eclesiástico.

## Biografía
Nace en Vitoria el 19 de junio de 1918. Estudió el bachiller en el Colegio de Santa María de su ciudad natal. De 1934 a 1940 realizó sus estudios como seminarista en Vitoria, Logroño y Vergara. El 10 de agosto de 1941, previa dispensa de edad, se ordena sacerdote. De 1941 a 1944 consigue el doctorado cum laude en Derecho Canónico por la Universidad Pontificia de Salamanca y la Licenciatura en Derecho Civil en la Universidad de Salamanca, y en 1947 el doctorado correspondiente en la Universidad de Madrid (actual Complutense), ya que por entonces la de Salamanca no concedía este título. El 15 de enero de 1945 consigue la Cátedra de Derecho Civil en la Universidad Pontificia, y en 1955 la cátedra de Derecho Canónico de la Universidad de Salamanca.
Entre los diversos cargos que ocupó destacan los siguientes: Decano de la Facultad de Derecho Canónico de Salamanca (1954-1957); Juez prosinodal y Secretario del Consejo de Administración de la Diócesis de Salamanca; Chantre en el Coro de la Catedral de Salamanca; Asesor Técnico del Gabinete de Estudios de la Comisaría de Protección Escolar; Consejero Nacional de Educación; Director del Instituto San Raimundo de Peñafort de Derecho Canónico; Director y presidente del Consejo de Redacción de la "Revista Española de Derecho Canónico"; Miembro de la Comisión Nacional para la revisión del rito mozárabe; Consultor en la preparación y desarrollo del Concilio Vaticano II.
Su principal apostolado fue el de la prensa: intervino en la fundación de Surge, fundó y dirigió personalmente, hasta su desaparición, el periódico sacerdotal Incunable (1948-1977). Fue Director de Imágenes de la Fe. Destaca su decisiva intervención en la fundación y ulterior vida de PPC. Fue Consejero de la sección de periódicos y revistas de la UCIP (Unión Católica Internacional de la Prensa), miembro de la junta directiva de la `Federation Internationale des Quotidiens et Periodiques Catholiques`, miembro fundador de la Asociación de Escritores de Turismo y de la Asociación de Corresponsales y Colaboradores de España. Fue asiduo articulista en la prensa nacional y local. Colaboró también en la prensa internacional. 
El campo principal de su inquietud investigadora fue el Derecho particular: desde 1947 reunió sínodos, concilios provinciales y plenarios, conferencias episcopales, etc. La colección alcanza 1250 piezas, algunas casi únicas, y constituye a juicio de los especialistas algo sin par en todo el mundo. En enero de 1980 hizo donación de esta Colección Sinodal a la Universidad Pontificia, además de una ingente colección de boletines oficiales de diócesis, conjunto que hará que en lo sucesivo cualquier investigación sobre el Derecho particular en la Iglesia tenga que pasar por Salamanca. Su jubilación en la Universidad de Salamanca llegó el 30 de septiembre de 1986. En varias ocasiones confesó sus ganas de emprender algunos proyectos que había dejado al margen. La elaboración del Episcopologio Español Contemporáneo ocupó bastantes meses de su tiempo. Pero la muerte le sorprendió repentinamente el 10 de febrero de 1987, dejando inacabados muchos de esos proyectos.

## Publicaciones
Publicó un gran número de obras, entre las que figuran las siguientes: La acción penal en el Derecho Canónico (1952); El matrimonio en el Derecho Canónico particular posterior al código (1955); La función pastoral de los obispos (1965); Cómo está organizada la Iglesia, etc. Dirigió el Año Cristiano editado por la BAC y colaboró en la Gran Enciclopedia Rialp con unos cuarenta artículos hagiográficos. Fue uno de los veintisiete traductores del Código de Derecho Canónico, director del primer manual y de la primera edición anotada de la BAC (Biblioteca de Autores Cristianos).